# Marsupilami

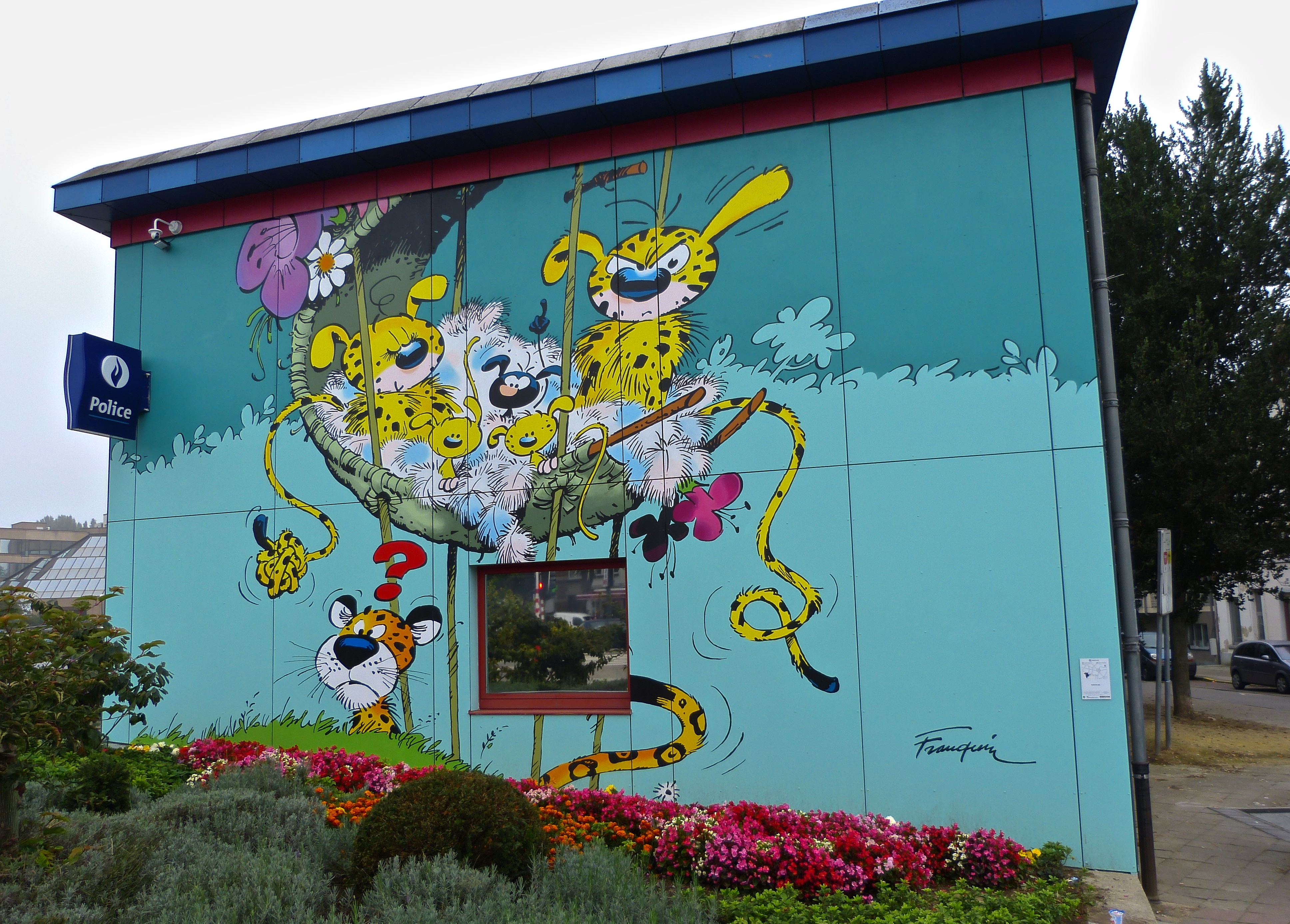
Mural en Bruselas.

El marsupilami es una especie de animales ficticios, así como un personaje de historietas franco-belgas creado por André Franquin en 1952 en las páginas de Spirou y Fantasio, y que luego obtuvo su propia serie de álbumes, escritos por Greg y Yann, y dibujados por Batem, a finales de los años 80. Más tarde, sus aventuras se convirtieron también en dos series de dibujos animados y un videojuego para Mega Drive, a los que siguieron otros éxitos comerciales.
Durante la etapa en la que André Franquin se ocupó de la serie «Spirou», el Marsupilami fue utilizado como personaje recurrente en la serie como mascota de los protagonistas, hasta el punto de desencadenar la trama en algunos de los episodios de la serie. Tras la marcha de Franquin de Spirou en 1970, Marsupilami se fue con él, y dicho personaje no volvió a aparecer (ni a ser mencionado) en los números posteriores, desarrollados ya por otros autores. A finales de la década de 1980, otro personaje de la misma especie, distinto a la mascota Marsupilami de Spirou y Fantasio, apareció en su propia serie de álbumes de historietas titulada Marsupilami. El lanzamiento del primer álbum de Marsupilami marcó el debut de la editorial Marsu Productions, que fue bautizada así en honor al personaje. El regreso del Marsupilami a las aventuras de Spirou, esperado por muchos lectores, permaneció legalmente imposible durante mucho tiempo, ya que los derechos pertenecían a Marsu Productions. Sin embargo, en marzo de 2013, la editorial Dupuis compró Marsu Productions, recuperando así los derechos sobre el personaje. El Marsupilami reapareció entonces por sorpresa en las páginas finales del álbum de Spirou y Fantasio Un botones en Sniper Alley (2015), y luego protagonizó el álbum nº 55, La Furia del Marsupilami (2016).
El nombre marsupilami es un juego de palabras entre marsupial, Pilou-Pilou (el nombre francés de Eugene the Jeep, un personaje de Popeye que a Franquin le encantaba de niño) y ami (amigo en francés). El personaje tiene una fuerza hercúlea y una enorme cola prensil, así como todo tipo de peculiaridades físicas y de comportamiento, que se van revelando a lo largo de los álbumes.
Las aventuras de Marsupilami, originalmente en francés, han sido traducidas a varios idiomas, entre ellos el español, el neerlandés, el alemán y varios idiomas escandinavos.

## Aspecto y comportamiento
El marsupilami es un animal a medio camino entre el mono y el leopardo, de aproximadamente un metro de altura, de color amarillo con manchas negras y orejas parecidas a las de un perro. Viven Palombia, en grupos familiares. Los marsupilamis macho tienen una cola prensil increíblemente larga (unos 8 m.), fuerte y flexible, que utilizan para casi cualquier tarea. Las hembras tienen una cola mucho más corta, pero larga en comparación con animales reales. Tanto los machos como las hembras son capaces de utilizar su cola como arma, apretando el extremo en forma de puño y el resto de la cola en forma de espiral elástica para conseguir la máxima fuerza. A diferencia de los machos, las hembras también caminan sobre las puntas de los pies. Cuando los animales rebotan, hace el ruido: «Boing».  Los machos también se dibujan con los ojos como si las escleróticas se hubieran fusionado, mientras que las hembras suelen dibujarse con dos ojos completamente separados. Las hembras de marsupilamis también tienen una voz diferente a la de los machos. Los machos dicen «houba» la mayor parte del tiempo, mientras que las hembras dicen «houbi». Según L'Encyclopédie du Marsupilami, son monotremas como el ornitorrinco y el equidna, lo que explica que pongan huevos a pesar de tener rasgos de mamíferos.Al igual que los loros y algunas aves córvidas, los marsupilami también puede imitar el habla humana y, como los anfibios, pueden respirar tanto bajo el agua como en tierra. 
El marsupilami es de naturaleza muy sentimental, utiliza su cola para ayudar a personas (y animales) en dificultades, normalmente víctimas de injusticias, cuando no se está salvando de sus propios depredadores, que son principalmente los humanos y los jaguares. 

## Álbumes

### Marsupilami
En negrita los títulos de las ediciones en español.
- 0. Capturez un Marsupilami (Capturad un Marsupilami, 2002) Colección de historias cortas. Guion y dibujo de Franquin.
- 1. La Queue du Marsupilami (La cola del Marsupilami, 1987). Dibujo de Batem y Franquin, guion de Greg.
- 2. Le Bébé du bout du monde (El bebé del fin del mundo, 1988). Dibujo de Batem y Franquin, guion de Greg.
- 3. Mars le Noir (El novato de la selva, 1989). Dibujo de Batem y Franquin, guion de Yann.
- 4. Le Pollen du Monte Urticando (En el cráter del volcán, 1989). Dibujo de Batem, guion de Yann.
- 5. Baby Prinz (Baby Prinz, 1990). Dibujo de Batem, guion de Yann.
- 6. Fordlandia (Fordlandia, 1991). Dibujo de Batem, guion de Yann.
- 7. L'Or de Boavista (El oro de Boavista, 1992). Dibujo de Batem, guion de Yann.
- 8. Le temple de Boavista (El templo de Boavista, 1993). Dibujo de Batem, guion de Yann.
- 9. Le Papillon des cimes (La mariposa de las cumbres, 1994). Dibujo de Batem, guion de Yann.
- 10. Rififi en Palombie (Alboroto en Palombia, 1996). Dibujo de Batem, guion de Xavier Fauche y Eric Adam.
- 11. Houba Banana (Huba banana, 1997). Dibujo de Batem, guion de Xavier Fauche y Eric Adam.
- 12. Trafic à Jollywood (Tráfico en Jollywood, 1998). Dibujo y guion de Batem.
- 13. Le défilé du jaguar (El desfile del jaguar, 1999). Dibujo de Batem, guion de Kaminka y Marais.
- 14. Un fils en or (Un hijo de oro, 2000). Dibujo de Batem, guion de Bourcquardez y Saive.
- 15. C'est quoi ce cirque !? (¡¿Qué es este circo!?, 2001). Dibujo de Batem, guion de Dugomier.
- 16. Tous en Piste (Todos a la pista, 2003). Dibujo de Batem, guion de Dugomier.
- 17. L'orchidée des Chahutas (La orquídea de los Chahutas, 2004). Dibujo de Batem, guion de Dugomier.
- 18. Robinson Academy (Academia Robinson, 2005). Dibujo de Batem, guion de Dugomier.
- 19. Magie blanche (2006)
- 20. Viva Palombia! (2007)
- 21. Red monster (2008)
- 22. Chiquito paradiso (2009)
- 23. Croc vert (2010)
- 24. Opération Attila (2011)
- 25. Sur la piste du Marsupilami (2012)
- 26. Santa Calamidad (2012)
- 27. Coeur d'étoile (2013)
- 28. Biba (2014)
- 29. Quilzèmhoal (Quilzemhoal, 2015)
- 30. Palombie secrète (2017)
- 31. Monsieur Xing Yùn (2018)
- L'Encyclopédie du Marsupilami (1991) ("Enciclopedia" sobre los marsupilamis, no un cómic). Texto de Cambier y Verhoest, dibujo de Batem y Franquin.

Los álbumes 1-6 fueron editados en su día por Salvat, pero ahora son muy difíciles de encontrar. En la actualidad están siendo publicados por Editorial Base en traducción del escritor David Aliaga.

## Series de dibujos animados

### La serie de Disney
La versión de Disney del marsupilami se estrenó dentro del espacio Raw Toonage en 1993, y luego generó su propia serie, ambas emitidas originalmente por la cadena norteamericana CBS. Los personajes secundarios incluían a Maurice el gorila, Stewart el elefante, Eduardo el jaguar y Norman el cazador furtivo, entre otros. En las historias originales inventadas por Franquin, Marsupilami nunca se ha encontrado con un gorila o un elefante, puesto que estas especies son nativas de África, mientras que el marsupilami es nativo de Sudamérica. Cabe destacar, sin embargo, que estos tres personajes hicieron pequeños cameos en la serie de Marathon, quizá como referencia a la anterior.

### La serie de Marathon
Una segunda serie, esta vez producida en Francia, se estrenó el marzo de 2000 en el Canal J francés, con una duración de 52 episodios. Producida por Cactus Animation, Marathon Animation y Marsu Productions, esta serie sigue más de cerca el personaje del cómic original.
En la primera temporada, Marsupilami vivía aventuras solo o con su familia (su esposa Marsupilamie y sus tres cachorros, Bibi, Bibu y Bobo). Por ejemplo, en un episodio salvó a un grupo de animales del circo, los ayudó a volver a la ciudad y salvó al circo de la ruina. En otro, tuvo que ir a la ciudad de nuevo para salvar a uno de sus cachorros, que había sido capturado por su eterno enemigo, el cazador Backalive también conocido como Binar.
En la segunda temporada en septiembre de 2003, llamada My friend Marsupilami, Marsupilami y su familia se hacen amigos de una familia humana que viene a vivir a la selva. Amanda es una investigadora marsupilami, mientras que su marido David es un ingeniero informático que trabaja en casa y tienen dos hijos, Leo y el bebé Zoe. Leo y Marsupilami se convierten en grandes amigos y viven muchas aventuras, con nuevos y viejos enemigos, como Backalive.
En la tercera temporada; se ve al protagonista llamado Marsu vive con su esposa y sus tres hijos Bibi Bobo y Bibu, también vive con una familia humana que consta de 2 integrantes: Hector Forster y su tía Diana Forster, luchando contra Felicia Devort y sus dos secuaces Estrozo y plano veloz
Esta serie ha sido emitida en varios países. En España, ha sido emitida por Antena 3, Disney Channel, Toon Disney y Canal Super3 (Cataluña). Otros países en los que esta serie ha sido emitida son Argentina (Magic Kids), Alemania (Super RTL), Bélgica (RTL TVI), Canadá (Television Quebec), Finlandia (MTV3), Chipre (Cyprus Broadcasting), Grecia (Alter Channel), Irlanda (RTE), Italia (Italia Uno), Portugal (Prisvideo), Suiza (TSR), Rusia (THT Network), Hungría (Minimax), Eslovenia (RTV), Marruecos (2M Soreheads), Turquía (Sar-An), México (Canal 22), Brasil (TV Globo), Venezuela (RCTV), Indonesia (RCT1), Malaysia (Solimac), el Pansat africano (CFI), y latinoamericano (MVS), Oriente Próximo (TV5), Vietnam (Notorious), Tailandia (United Broadcasting Corporation) e Islandia (Uppeldi EHF).